# Malageudonia malgassicella
Malageudonia malgassicella är en fjärilsart som beskrevs av Antoine Fortuné Marion 1956. Malageudonia malgassicella ingår i släktet Malageudonia och familjen Crambidae. Inga underarter finns listade i Catalogue of Life.